# Miraç Kal
Miraç Kal (nascido em 8 de julho de 1987) é um ciclista de estrada e pista profissional turco que representou seu país nos Jogos Olímpicos de Verão de 2012 no individual.